# Ниагарский уступ
Ниагарский уступ (Ниагарский эскарп, англ. Niagara Escarpment) — это длинный уступ, или куэста, расположенный в США и Канаде, который проходит преимущественно в широтном направлении от северо-западной части штата Нью-Йорк через канадскую провинцию Онтарио и штаты Мичиган, Висконсин и Иллинойс. Уступ получил большую известность благодаря Ниагарскому водопаду, который образует река Ниагара, соединяющая озера Эри и Онтарио, при пересечении уступа. И хотя в одном только южном Онтарио пересекающие уступ реки и ручьи образуют десятки живописных водопадов, своё название уступ получил именно от Ниагарского водопада.
Уступ является биосферным заповедником ЮНЕСКО всемирного значения. Это самая старая лесная экосистема на востоке Северной Америки, в которой растут самые старые деревья этого региона (например, самое старое дерево Онтарио датируется 688 г. н. э.).
Эскарпмент состоит из формации Локпорт силурийского периода и похож на формацию Онондага, которая проходит параллельно и чуть южнее, через западный Нью-Йорк и южный Онтарио. Ниагарский уступ — самый выдающийся из нескольких уступов, образованных в коренных породах бассейна Великих озер. Уступ частично формирует отдельные бассейны и рельефы озёр Онтарио, Гурон и Мичиган.

## Расположение
Самая восточная точка уступа находится возле города Уотертаун, штат Нью-Йорк. В городе Рочестер (Нью-Йорк), река Дженеси, пересекая уступ, образует три водопада. Отсюда уступ идёт на запад к реке Ниагара, где образует глубокое ущелье к северу от Ниагарского водопада. На юге канадской провинции Онтарио уступ проходит по полуострову Ниагара, параллельно берегу озера Онтарио (и относительно невдалеке от него) через города Сент-Катаринс и Гамильтон до города Дандас, где уступ делает резкий поворот на север сторону города Милтон и далее в сторону залива Джорджиан-Бей озера Гурон. Затем он следует вдоль берега залива Джорджиан-Бэй на северо-запад, образуя хребет полуострова Брюс и острова Манитулин, далее вдоль архипелага из нескольких более мелких островов в северной части озера Гурон, после чего он поворачивает на запад в сторону полуострова Верхний северного Мичигана, к югу от Су-Сент. Мари. Затем он тянется на юг в Висконсин, следуя за полуостровом Дор через Бейшор-Блаффлендс, а затем дальше вглубь страны от западного побережья озера Мичиган и города Милуоки, заканчиваясь к северо-западу от Чикаго около границы штатов Висконсин и Иллинойс.

## Образование уступа
Изучение обнажений горных пород и буровых скважин показывает, что уступ не является результатом разлома и смещения — смещения слоёв горных пород на уступе не происходит. Это не линия разлома, а результат неравномерного размыва, эрозии. Верхний слой пород, образовавших уступ, сложен из плотных, чрезвычайно устойчивых к погодным условиям доломитов, а подлежащий слой был образован глинистыми сланцами, которые в условиях колебания температуры около точки замерзания воды разрушаются быстрее доломитов. В результате образовалась своеобразная «шапка» устойчивая к атмосферным воздействиям поверх относительно непрочного слоя. Со временем мягкие камни выветриваются или разрушаются под действием ручьёв и в результате циклов «вода/мороз». Постепенное удаление мягких пород подрезает устойчивый верховой порог, оставляя обрыв или уступ. В результате в течение миллионов лет в процессе дифференциальной эрозии горных пород разной прочности образовался Ниагарский уступ. Эрозионный процесс лучше всего наблюдается у Ниагарского водопада, где река ускорила этот процесс. Его также можно увидеть у трёх водопадов реки Дженеси в Рочестере (дополнительные устойчивые слои горных пород в некоторых местах образуют более одного уступа). Кроме того, в некоторых местах толстые ледниковые отложения, такие как Морена Оук-Риджес, скрывают Ниагарский откос, например, к северу от Джорджтауна, Онтарио, где он фактически продолжается под коркой ледниковых наносов и снова появляется снаружи уже дальше на севере.
Доломитовая шапка была отложена в виде осадка на дне морской среды. В Мичигане, позади (к юго-западу от) уступа, вершина куэсты полого наклоняется, образуя широкий бассейн, дно тропического моря ордовикско-силурийского периода. (Уступ — это, по сути, остаток береговой линии этого моря.) Постоянное отложение мельчайших раковин и фрагментов биологически образованного карбоната кальция, смешанного с осадками, смытыми эрозией практически безжизненных массивов суши, в конечном итоге сформировало слой известняка. В силурийский период некоторое количество магния замещало часть кальция в карбонатах, медленно образуя, таким образом, более твёрдые слои доломита. Мировой уровень моря в ордовике был рекордным за всю историю; когда море отступило, неизбежно началась эрозия.
Этот доломитовый бассейн содержит озера Мичиган, Гурон и Эри (а геологические образования под озёрами Верхнее и Онтарио были сформированы из вулканических пород — базальты, выстилающие дно и склоны бассейна этих озёр, достигают 1300 футов ниже уровня моря).

## Освоение и использование
Озёра Эри и Онтарио связаны сетью каналов, которые делают возможным судоходство между озёрами. Для каналов, расположенных как с канадской, так и с американской стороны реки Ниагара, большой перепад высот Ниагарского уступа был серьёзным препятствием, что привело к вынужденному строительству большого количества шлюзов. Некоторые посёлки строителей впоследствии превратились в города, как например, Локпорт, штат Нью-Йорк.
В южном Онтарио тропа «Брюс» (en. Bruce Trail) проходит по всему уступу от Куинстона на реке Ниагара до Тобермори на полуострове Брюс. Шоссе 401, самое загруженное в Канаде, также пересекает Ниагарский уступ. Скальные обнажения уступа можно увидеть вдоль шоссе 26 от Оуэн-Саунд на восток в сторону Мифорда, Онтарио.
Город Гамильтон (Онтарио) находится на уступе таким образом, что северная часть города находится внизу, а южная часть — наверху. Жители неформально называют уступ и верхнюю часть города «Гора» («The Mountain»). С 1892 по 1936 год Гамильтонская наклонная железная дорога перевозила людей вверх и вниз по «Горе».
Рельеф и выступающая кромка используются ветряными электростанциями, расположенными на участке от Пайп до Браунсвилля в Висконсине. Средняя скорость ветра там составляет 18 миль в час (около 29 км/ч или 8 м/с).
Участок Ниагарского уступа к востоку от Фон-дю-Лак, штат Висконсин — местная достопримечательность, известная там как «Ледж». Некоторые местные организации получили своё название от него, в том числе The Ledgers, спортивные команды в Академии Сент-Мэри-Спрингс, которая расположена на склоне уступа.
Вдоль уступа расположены многочисленные горнолыжные курорты Онтарио, Мичигана, Висконсина и Нью-Йорка.

## Земля виноградников
Округ Ниагара (Нью-Йорк), недалеко от восточной оконечности откоса, является участком микрозоны Niagara Escarpment AVA площадью 18 000 акров (7284 га). Вина, производимые в этом регионе, включают традиционные сорта винограда, такие как Мерло, Каберне Фран, Каберне Совиньон, Шардоне и Рислинг, а также фруктовые вина.
Полуостров Ниагара (Онтарио) — крупнейший винодельческий регион в Канаде. Сорта для прохладного климата, такие как Рислинг, Шардоне, Гаме Нуар, Пино Нуар и Каберне Фран, входят в число более 30 сортов, выращиваемых на 13 600 гектарах (33 606 акров). Вдоль уступов Ниагарского откоса лежат три подаппеласьона: Шорт-Хиллс-Бенч, Твенти-Майл-Бенч и Бимсвилл-Бенч.
В северо-восточном Висконсине, на западном конце Откоса, находится микрозона Wisconsin Ledge AVA, площадью 9800 км². Большинство виноградников региона лежат на восточном склоне откоса, который плавно поднимается вверх от берега озера Мичиган до вершины уступа, а затем резко падает в Грин-Бей, и сильно выигрывает от постоянного движения воздуха от озера Мичиган, которое сохраняет тепло летом. Присутствие озера создаёт своего рода вакуум во время вегетационного периода: тёплый воздух над озером поднимается вверх, всасывая более холодный воздух с суши и создавая прибрежные бризы. Холодный воздух не может оседать на виноградниках, а постоянный поток более тёплого воздуха продлевает вегетационный период значительнее, чем в других частях штата. Ледниковые почвы откоса состоят из гравия, песка и глины над известняковой коренной породой. Водоносный горизонт обеспечивает лозы богатой минералами грунтовой водой, способствуя глубокому росту корней.

## Всемирный биосферный заповедник
В феврале 1990 года Ниагарский уступ был внесён в список Всемирного биосферного заповедника ЮНЕСКО, что сделало его одним из 12 заповедников в Канаде. Застройка и землепользование на откосе и рядом с ним регулируются Комиссией по откосу Ниагары, агентством правительства Онтарио.
Утёсы вдоль Ниагарского уступа являются самой старой лесной экосистемой в восточной части Северной Америки. Самое старое дерево в Онтарио — восточный белый кедр 688 г. н. э. Самое старое известное дерево в Висконсине — восточный белый кедр возрастом 1300 лет, было найдено в округе Браун.